# 南洋扁玉螺
南洋扁玉螺（学名：Sinum javanicum），是异足目玉螺科广口玉螺属的一种。主要分布于韩国、台湾，常栖息在浅海沙底。